# 中華民国政府
中華民国政府（ちゅうかみんこくせいふ、繁: 中華民國政府）は、中華民国憲法及び中華民国憲法増修条文に基づいて設立された中華民国の統治機構。

## 沿革

### 憲法施行以前

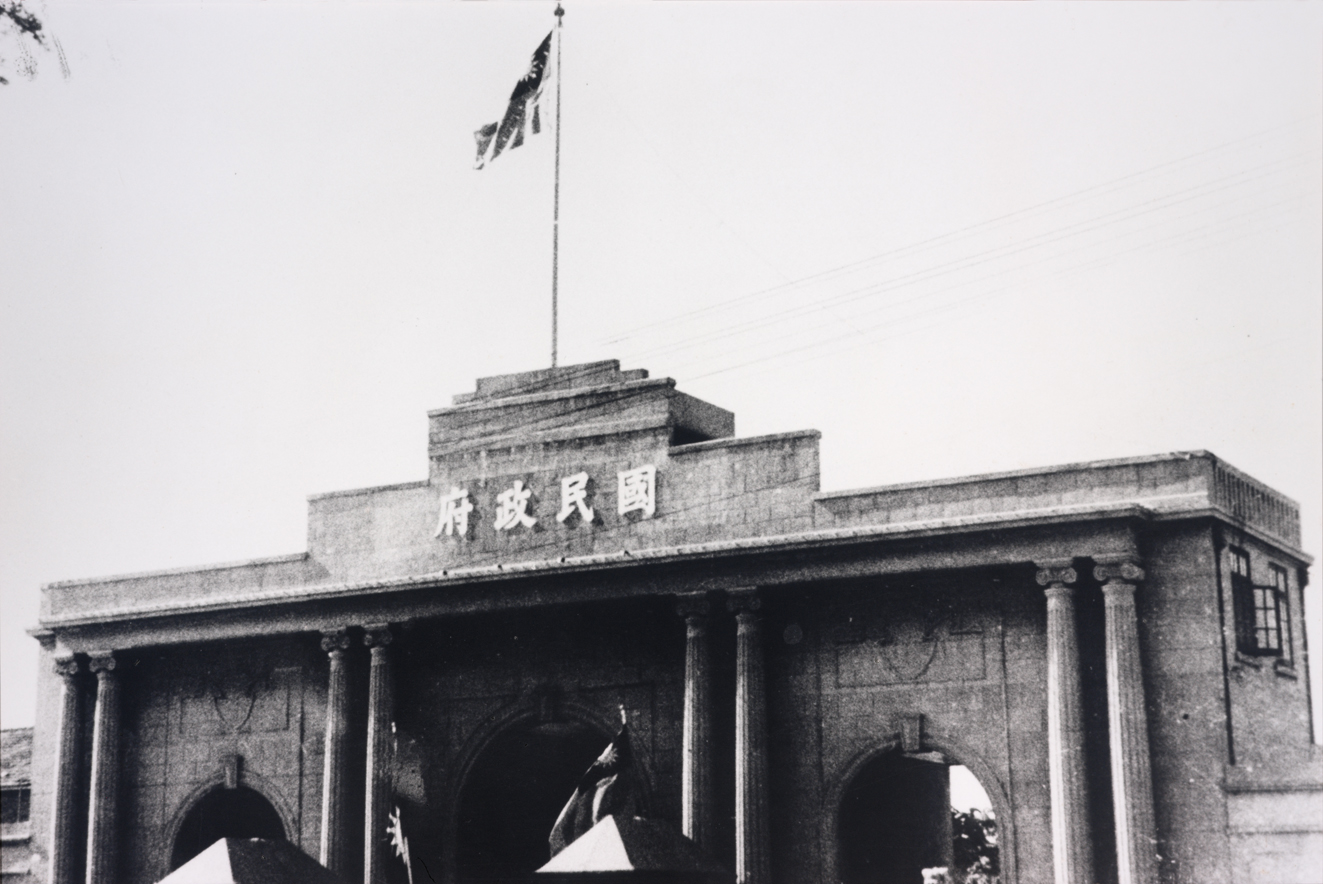
国民政府（後の総統府、現：南京中国近代史遺址博物館）正門

1924年（民国13年）4月12日、孫文は「国民政府建国大綱」を作成し、国家建設の段階を「軍政（軍事力による国内の障害の排除）」「訓政（中国国民党による国民の権力行使の訓練）」「憲政（直接民主制の実施）」の三段階に区分した。
孫文の死後の1925年（民国14年）7月1日、国民党はそれまでの軍事政権を再編して広州に国民政府を樹立し、翌1926年（民国15年）には中国全土の統一を目指して北伐を開始した。1928年（民国17年）、蔣介石率いる国民革命軍が北京を占領して北洋政府を滅ぼし、国民党は「軍政の終了と訓政への移行」を宣言した。
国民政府の運営における主要な意思決定者は国民党内から選出された国民政府委員で構成される国民政府委員会であり、その代表者は中華民国の元首たる国民政府主席であった。1928年10月に公布された「中華民国国民政府組織法」に従って行政院・立法院・司法院・考試院・監察院が設置され、国民政府委員会と合わせて現在の「一府五院」体制の原型を構成した。1931年（民国20年）5月、憲法制定までの間の暫定的な最高法規として「中華民国訓政時期約法」が制定された。
1932年（民国21年）12月、国民党中央執行委員会は、早急に国民大会を召集して憲法を制定することを決定した。 翌1933年（民国22年）に立法院は憲法起草委員会を設置し、憲法草案の制作が進められた。1936年（民国25年）5月5日、「五五憲草」と呼ばれる憲法草案が公布された。国民政府は同年11月に国民大会を招集して「五五憲草」の承認を行う予定だったが、選挙の準備が遅れた上に翌1937年（民国26年）7月7日に日中戦争が勃発したため、憲法の制定は延期となった。
戦争が終結した1945年（民国34年）10月10日、国民政府と中国共産党との間で双十協定が締結された。協定の規定に従って1946年（民国35年）1月に政治協商会議が開催され、「五五憲草」に基本的人権の尊重・立法委員の直接選挙・議院内閣制の導入など、大幅な修正を加えることを決議した。この修正に不満を抱いた国民党は同年3月の党中央委員会総会（二中全会）で政治協商会議の決定を反故にする「対修改憲草原則之決議」を採択した。これに反対した共産党と中国民主同盟は11月15日に開催された制憲国民大会への参加を拒否した。結果的に国民党や中国青年党・中国民主社会党などの体制寄りの政党のみが参加した制憲国民大会において、12月25日に「中華民国憲法」が制定された。「中華民国憲法」は1947年（民国36年）1月1日に公布され、同年12月25日に施行された。

### 憲法施行以降

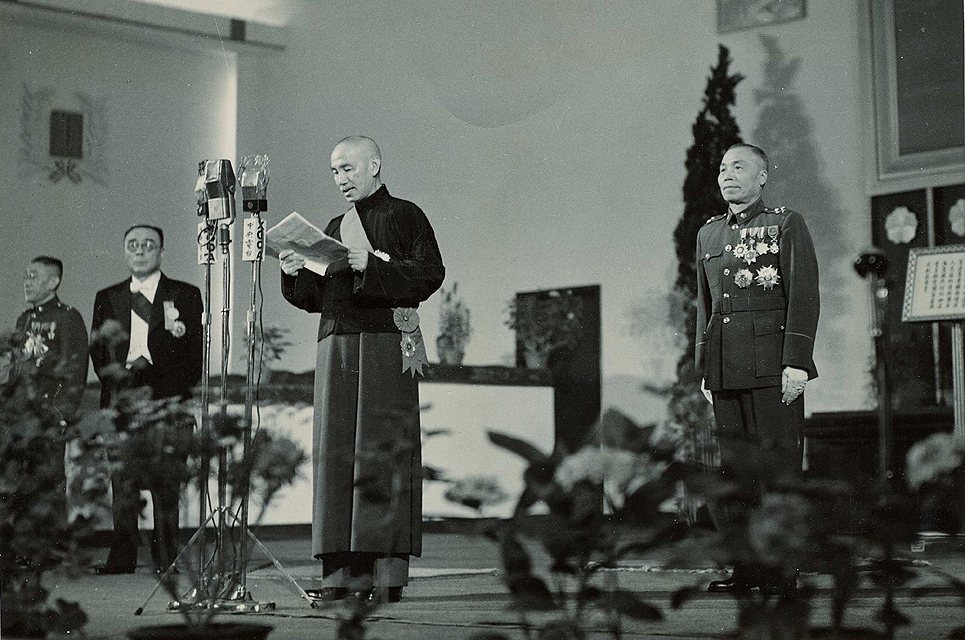
初代正副総統就任式典での蔣介石と李宗仁（1948年5月20日）

1948年（民国37年）3月29日、第1回国民大会（第1期国民大会第1次会議）が南京で召集された。当時国内で第二次国共内戦が勃発していた現状に鑑みて、憲法の臨時的な修正条項として4月18日に「動員戡乱時期臨時条款」が制定され、事実上の憲法改正が行われた。これによって憲法本文の一部が凍結され、総統の権限が拡大した。4月20日に行われた総統選挙で、国民政府主席に代わる新たな元首職である総統に蔣介石、副総統に李宗仁が選出された。5月20日、南京の総統府（現：南京中国近代史遺址博物館）で蔣介石と李宗仁の総統・副総統への就任式が行われた。国民政府の主要機関は総統と副総統の官房機構である総統府に改組され、総統府と行政院・立法院・司法院・考試院・監察院の「一府五院」から成る中華民国政府が成立し、憲政体制が正式に確立された。
1949年（民国38年）12月7日、国共内戦で中国大陸の領土を失った中華民国は、政府を台湾省台北市に移転した。中華民国政府は台湾への移転後も大陸時代の政府機構を維持しつつ台湾での統治体制を固め、「動員戡乱時期臨時条款」を施行し続けた。また、1949年5月20日に施行していた台湾省戒厳令も、蔣介石の後継者である蔣経国によって1987年（民国76年）7月15日に解除されるまで継続した。
一方、「中央民意代表機関」たる国民大会・立法院・監察院は欠員補充のための選挙を除く本格的な改選が1991年（民国80年）まで停止され、1947年から1948年にかけて選出された第1期国民大会代表・立法委員・監察委員の任期が無期限に継続することになったため、「万年国会」と揶揄された。

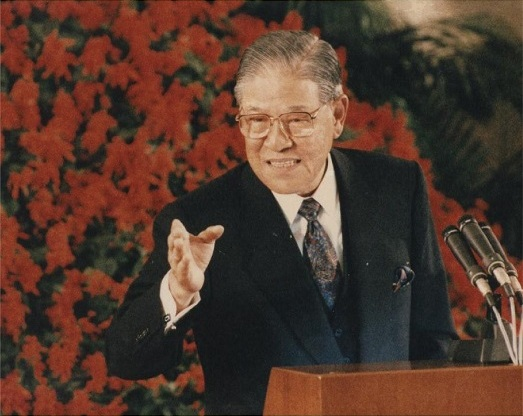
「動員戡乱時期臨時条款」の廃止を宣言する李登輝（1991年4月30日）

1990年代に入ると、李登輝政権による憲法の大規模な修正が始まった。1991年（民国80年）5月1日、「動員戡乱時期臨時条款」が廃止されると同時に、「国家統一までの間」という期限付きの修正事項として「中華民国憲法増修条文」が施行された。これは、「大陸地区を含めた全中国を代表する政府」を想定している憲法を、現状中華民国政府が統治している「自由地区（台湾地区）」において円滑に運用できるよう、憲法本文の一部を凍結・改変するものであり、以降、この増修条文を改正することによって実質的な憲法改正を行うようになった。同年12月21日に第2期国民大会代表選挙が実施され、12月31日に第1期国民大会代表（1986年に選出された任期6年の増加定員議員を除く）・立法委員・監察委員が退任した。1992年（民国81年）5月28日、憲法増修条文が改正され、監察委員の選出は、直接選挙から総統による指名に改められた。同年12月19日、第2回立法委員選挙が実施され、立法委員全員が改選された。このようにして「万年国会」は解消された。
1996年（民国85年）3月23日には初の直接選挙による総統選挙が実施され、李登輝が総統、連戦が副総統に当選した。この一連の民主化措置によって、中華民国はそれまでの権威主義体制から、憲法第2条の「主権在民」の原則を実行する民主共和国家へと変貌し、「国民主権」を代表するようになった中華民国政府は、より強い合法性と正当性を得ることになった。
2000年（民国89年）3月18日に実施された総統選挙で民主進歩党の陳水扁が当選し、中華民国史上初の、選挙による政権交代が実現した。
2005年（民国94年）6月7日、憲法増修条文の7回目の改正が行われ、国民大会は機能を凍結された。国民大会の権限と機能は立法院・国民投票・司法院大法官会議（司法院憲法法庭に取って代わられた。

## 構成
現在の自由地区（台湾地区）における中華民国政府による統治体制は、1947年（民国36年）に施行された「中華民国憲法」および1991年（民国80年）に施行、のちに複数回の改正を経た「中華民国憲法増修条文」に基づいており、政府は中央政府と地方政府に分けられている。

### 中央政府

現行憲法による中央政府の組織図

中央政府は総統府、行政院、立法院、司法院、考試院、監察院の「一府五院」、国民大会（2005年に機能凍結）およびそれらの下部機関で構成されている。これは孫文が提唱した「五権憲法」の理論に基づいたものであり、五権分立制が採用されている。
中央政府の体制は「中華民国憲法」本文の規定では議院内閣制を採っており、元首である総統の権限は小さかったが、政府機構の遷台以降に度々行われた「動員戡乱時期臨時条款」の改定によって権限が拡大し、1991年（民国80年）に公布・施行された「中華民国憲法増修条文」で追認された。その後、1997年（民国86年）に行われた「中華民国憲法増修条文」の改正により、現在の半大統領制に取って代わられた。行政院長は総統によって直接任命され（立法院による任命の同意は不要）、行政院の各部会の首長と共に立法院に責任を負い、総統は国防、外交、両岸関係、国家の重大な事態に関する政策の策定を担当し、国家安全保障問題を処理する責任を負う。憲法増修条文の改正後は、行政院、立法院、司法院が中心となり、監察院、考試院が補助的な位置付けにある「三大権加両小権」の権力構造となっている。

#### 総統・副総統

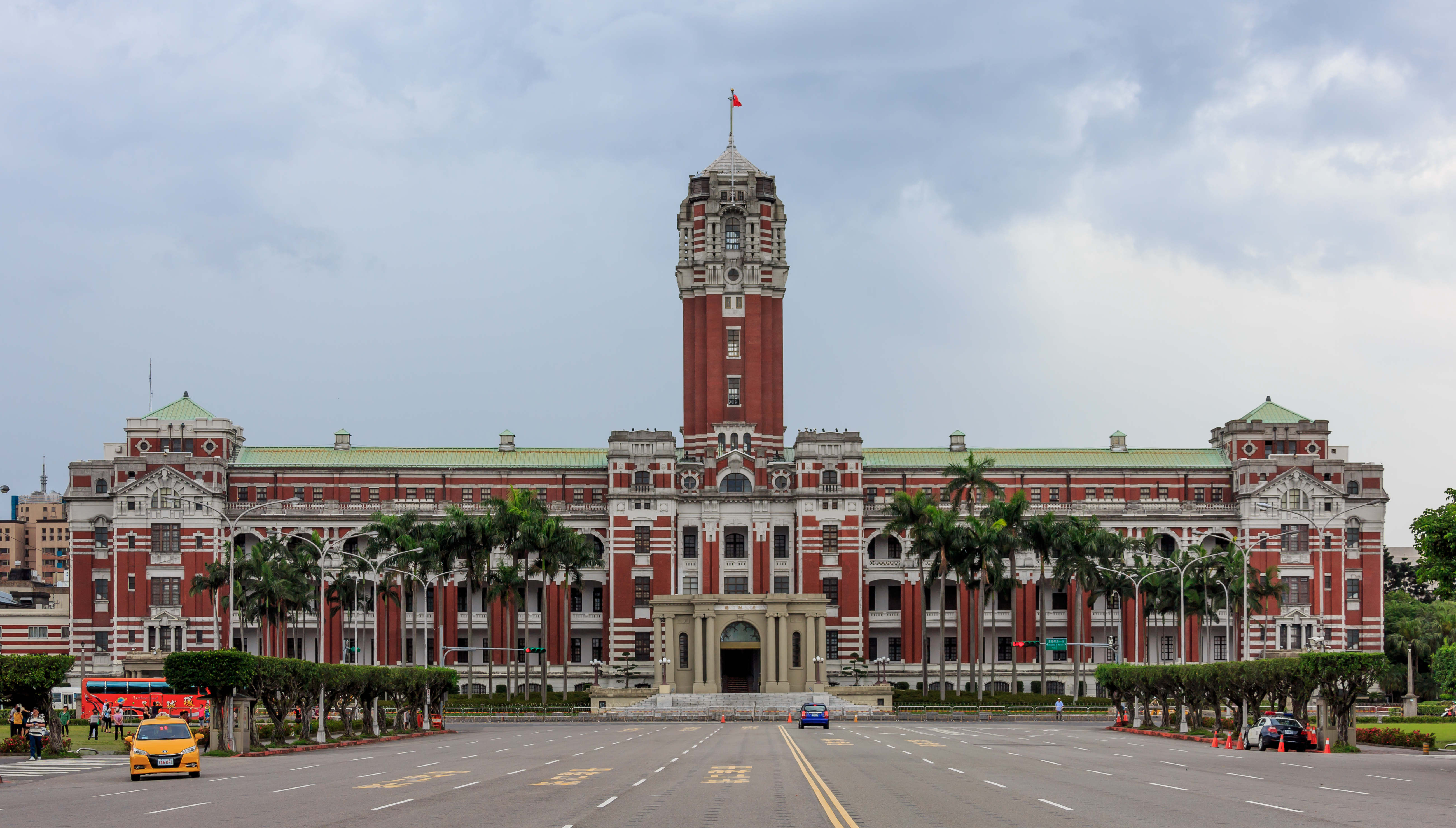
総統府庁舎

総統（大統領に相当）は中華民国の元首である。条約締結権、宣戦布告権、講和権を行使し、対内的には国民に対して責任を負い、法に基づく法律や命令の公布、戒厳の布告、大赦・特赦・減刑・復権権の行使、文官・武官の任免、栄典の授与などを行う。また、同時に中華民国国軍（陸軍・海軍・空軍）の最高統帥者でもある。副総統（副大統領に相当）は総統を補佐する役職である。
総統・副総統の任期は4年（再選出されれば併せて最長8年、3選は禁止）で、国民の直接選挙（中華民国総統選挙）によって選出される。総統候補と副総統候補は二人一組で立候補し、得票数が最も多い組が総統と副総統に選出される。
法律に則って権限を行使するため、総統の下には官房機構である総統府と諮問機構である国家安全会議が設置されている。総統府には資政、国策顧問、戦略顧問が設置されており、国家政策に関して総統に対して助言や諮問を行う。また、総統府の直属機関として中央研究院と国史館が存在する。国家安全会議は国家安全保障に関する最高機関であり、総統が主席を務める。国家安全会議の下には情報機関の国家安全局がある。

#### 国民大会（凍結）

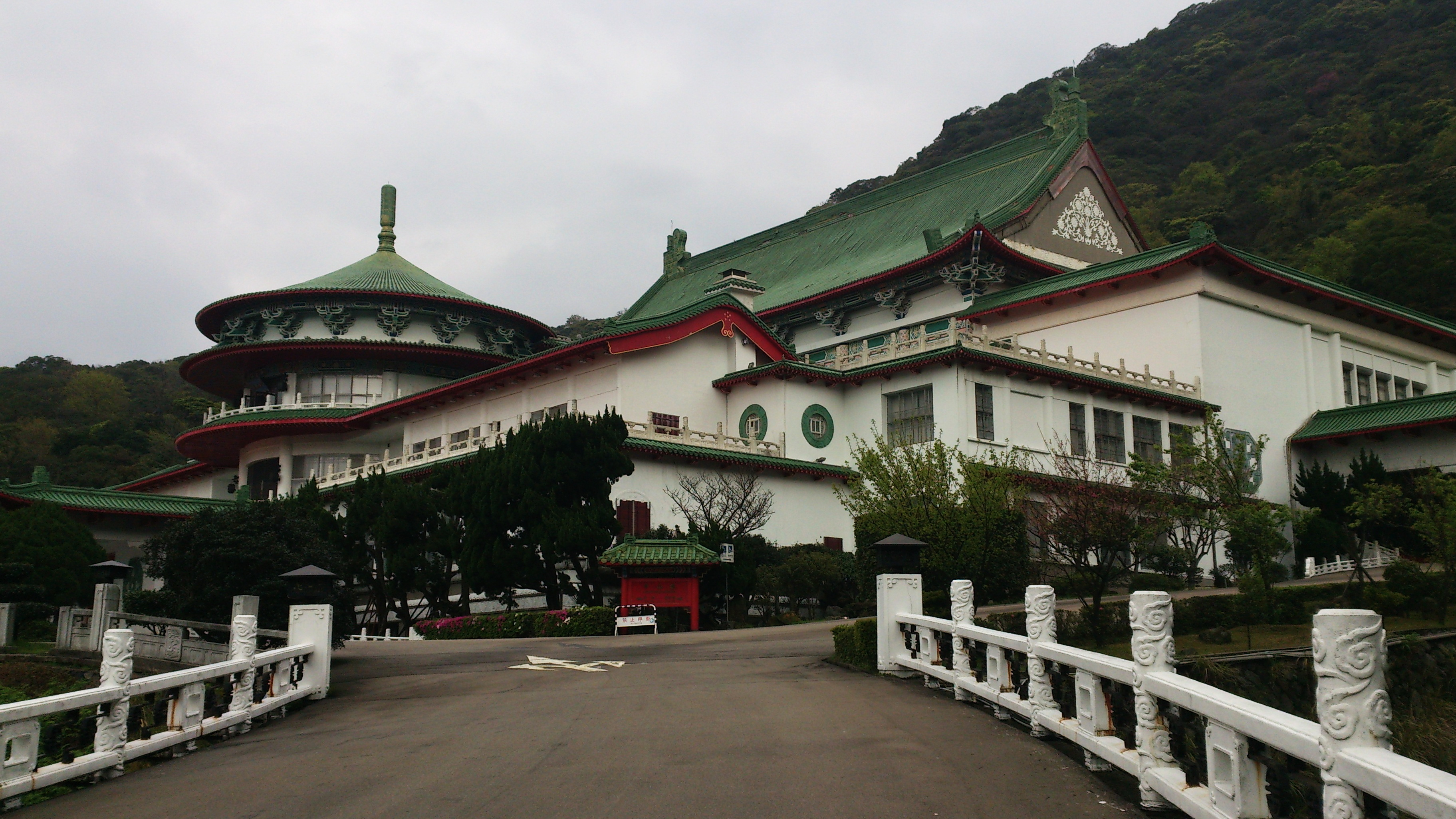
国民大会議場として使用されていた中山楼

国民大会はかつては国家の最高政権行使機関であり、立法院を通過した憲法修正案を再審査することを任務としていた。当初は任期を持った常設機関であったが、2000年（民国89年）以降は憲法増修条文の改正案の審査が必要になった時に臨時に招集される非常設機関となり、2005年（民国94年）の憲法増修条文の7回目の改正（賛成249票、反対48票）により機能が凍結された。以下では、凍結前の憲法での国民大会について述べる。
国民大会代表は各省の県・市ならびに地方（蒙古・西蔵）、外国在留華人、職業・婦女団体から選出されることになっていた。1947年（民国36年）に大陸地区で選出された国大代表の改選が政府の台湾移転以降停止されたため、実際に統治していた自由地区（台湾地区）の民意が反映されにくい状況が続いていた（万年国会）。しかし、1991年（民国80年）に自由地区での国民大会代表選挙が実施され、万年国会は解消された。憲法制定当初、国民大会は総統・副総統の選挙・罷免権も持っていたが、1992年（民国81年）の憲法増修条文改正によって総統の選出方法が国民の直接選挙になったため、この権限は凍結された。議席は300。政党別比例代表制で選挙され、国大代表の国民大会における投票行動は所属政党の方針に従うものとされていた（党議拘束）。憲法増修条文の規定により、当選者の4人に1人を女性、30人に1人を台湾原住民とする必要があった。

#### 行政院

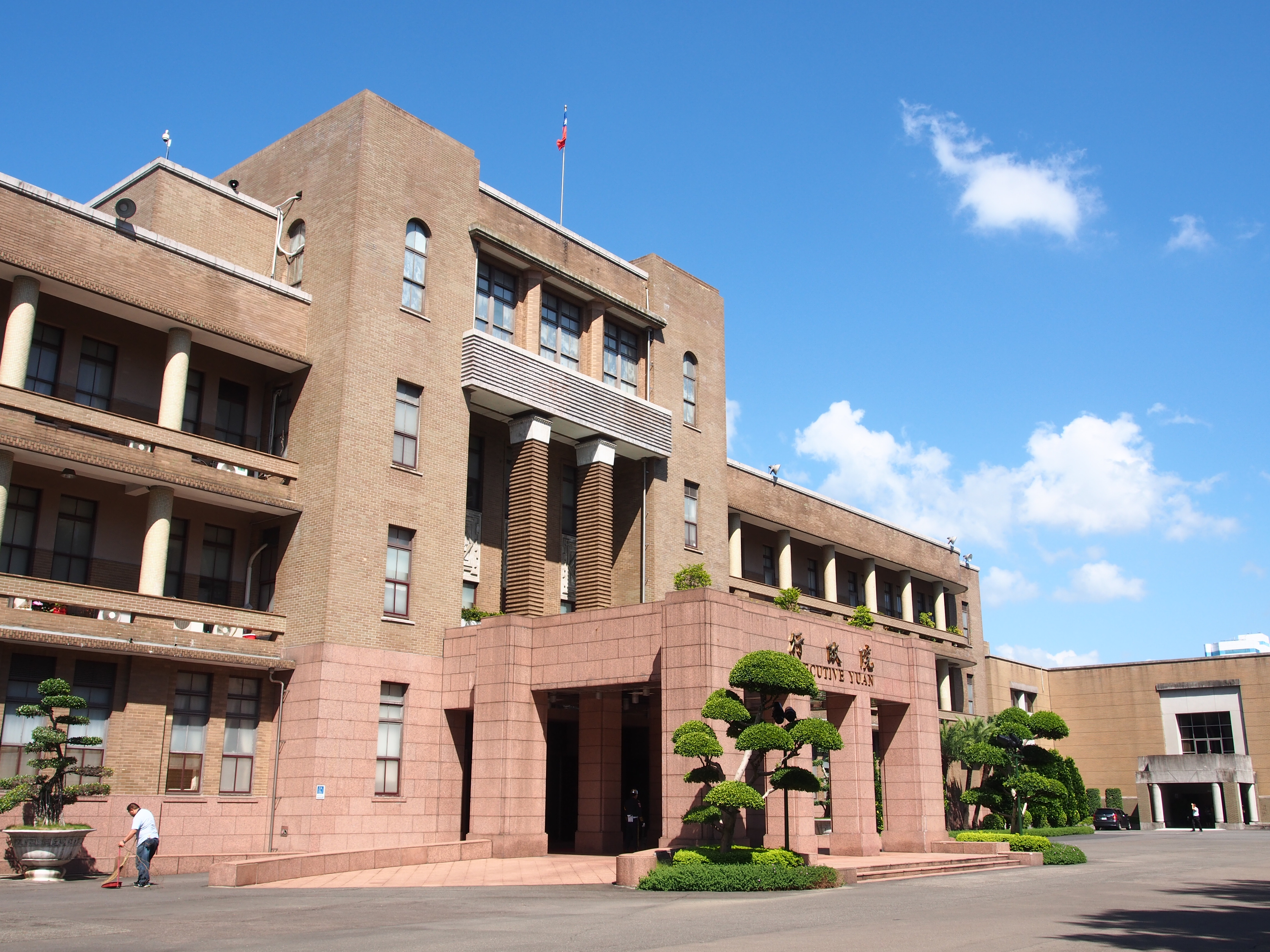
行政院

行政院は国家の最高行政機関である。最高職は総統が直接任命する行政院長（首相に相当）である。総統は行政院長の推薦に従って行政院副院長、各部・委員会の首長、7-9人の政務委員（無任所大臣に相当）を任命する。上記の人員は行政院長を主席とする行政院会議を構成する。会議では主要な政策目標を決定し、法律、予算、戒厳、恩赦、宣戦、講和、条約などを立法院に提案する。行政院は施政方針及び施政報告を立法院に提出する責任を負う。
行政院の下には14部、9会、3独立機関、2総処、中央銀行、国立故宮博物院があり、中央行政機関の主体を構成している。

#### 立法院

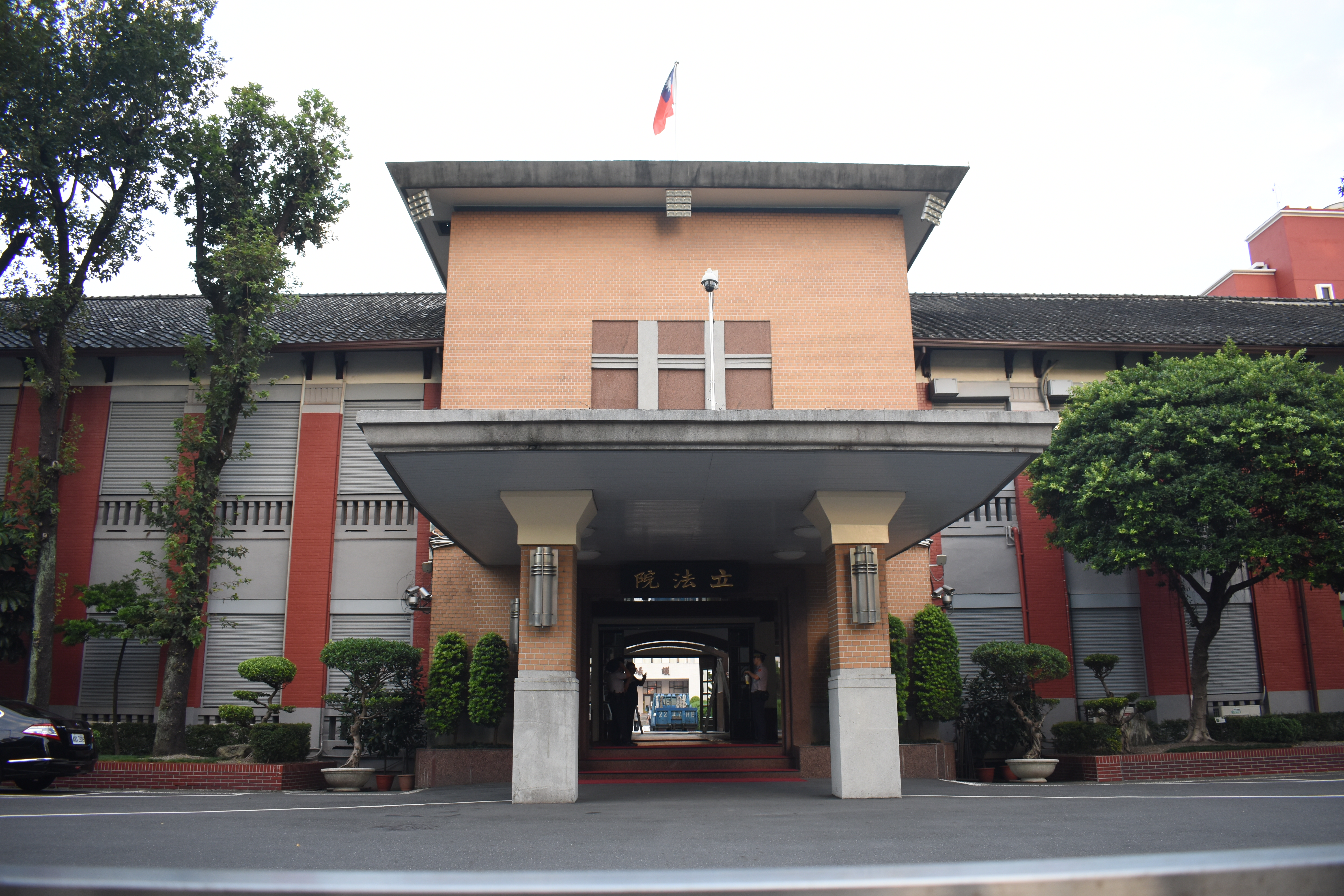
立法院

立法院は国家の最高立法機関である。国民の直接選挙で選出された立法委員によって構成され、国民に代わって立法権を行使する。最高職は立法委員の互選により選出される立法院長であり、立法院長を補佐する立法院副院長も同様に立法委員の互選により選出される。立法院の議席数は113で、そのうち区域立法委員（小選挙区）が73議席、不分区（比例代表）および華僑立法委員が34議席、平地原住民および山地原住民立法委員がそれぞれ3議席となっている。
立法院は法律・予算・戒厳・恩赦・宣戦・講和・条約案およびその他国家の重要事項を議決する権限を有し、国民投票による承認を条件として憲法改正や領土変更を提案する権限も有する。また、行政院長および各部会の首長に対する質問権を有し、行政院長に対する不信任案を提出することができる。 不信任案が可決された場合、行政院長は辞職しなければならないが、同時に立法院の解散と改選を総統に要請することもできる。立法院は総統・副総統の罷免案・弾劾案提案権も有し、罷免案が可決した時は罷免案の国民投票を実施でき、弾劾案が可決した時は憲法法庭に弾劾審理を要請できる。

#### 司法院

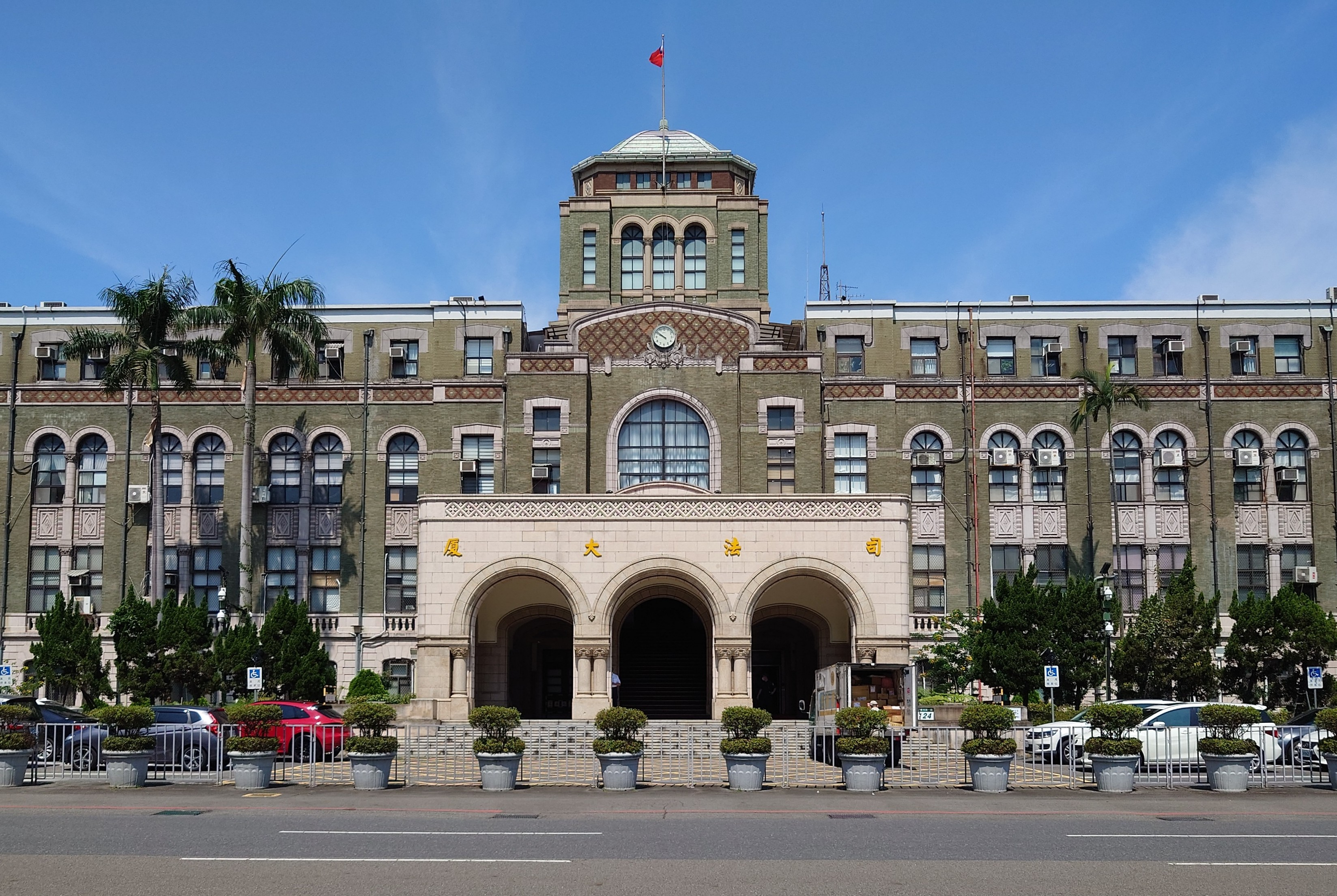
司法院

司法院は国家の最高司法機関であり、解釈権、審判権、懲戒権、司法行政権を有する。最高職は司法院長である。司法院には司法院長、司法院副院長を含めた15人の大法官が存在し、いずれも立法院の同意を経て総統によって直接任命される。法官（裁判官）は党派を超越し、独立して権限を行使する。
大法官は憲法法庭（憲法裁判所）を構成し、「憲法訴訟法」に基づいて「法規範及裁判憲法審査」（国家最高機関、立法委員、各級法院法官、国民の要請による）、「国家最高機関権限争議」（国家最高機関の要請による）、「総統副総統弾劾」（立法院の要請による）、「政党違憲解散」（政党の主管機関の要請による）、「地方自治保障」（地方政府の要請による）、「統一解釈法律及命令」（国民の要請による）の6種類の案件において憲法法庭が下した判決は全国の各機関や国民を拘束する効力を有し、各機関は判決内容を履行する義務を負う。
司法院の下には最高法院、最高行政法院、台湾高等法院、福建高等法院金門分院、台北高等行政法院、台中高等行政法院、高雄高等行政法院、智慧財産及商業法院、懲戒法院が設置されている。台湾高等法院は台湾島および澎湖諸島の各地に地方法院および台湾高雄少年及家事法院を擁し、並びに4つの分院（台中、台南、高雄、花蓮）を監督する。福建高等法院金門分院は2つの地方法院（金門、連江）を監督する。組織構造上、各級法院の管轄関係はあくまで行政監督的なものであり、裁定の実務上の審級との直接の関係はない。司法院本体は司法行政業務のみを取り扱い、司法権を行使する業務は行っていない。

#### 考試院

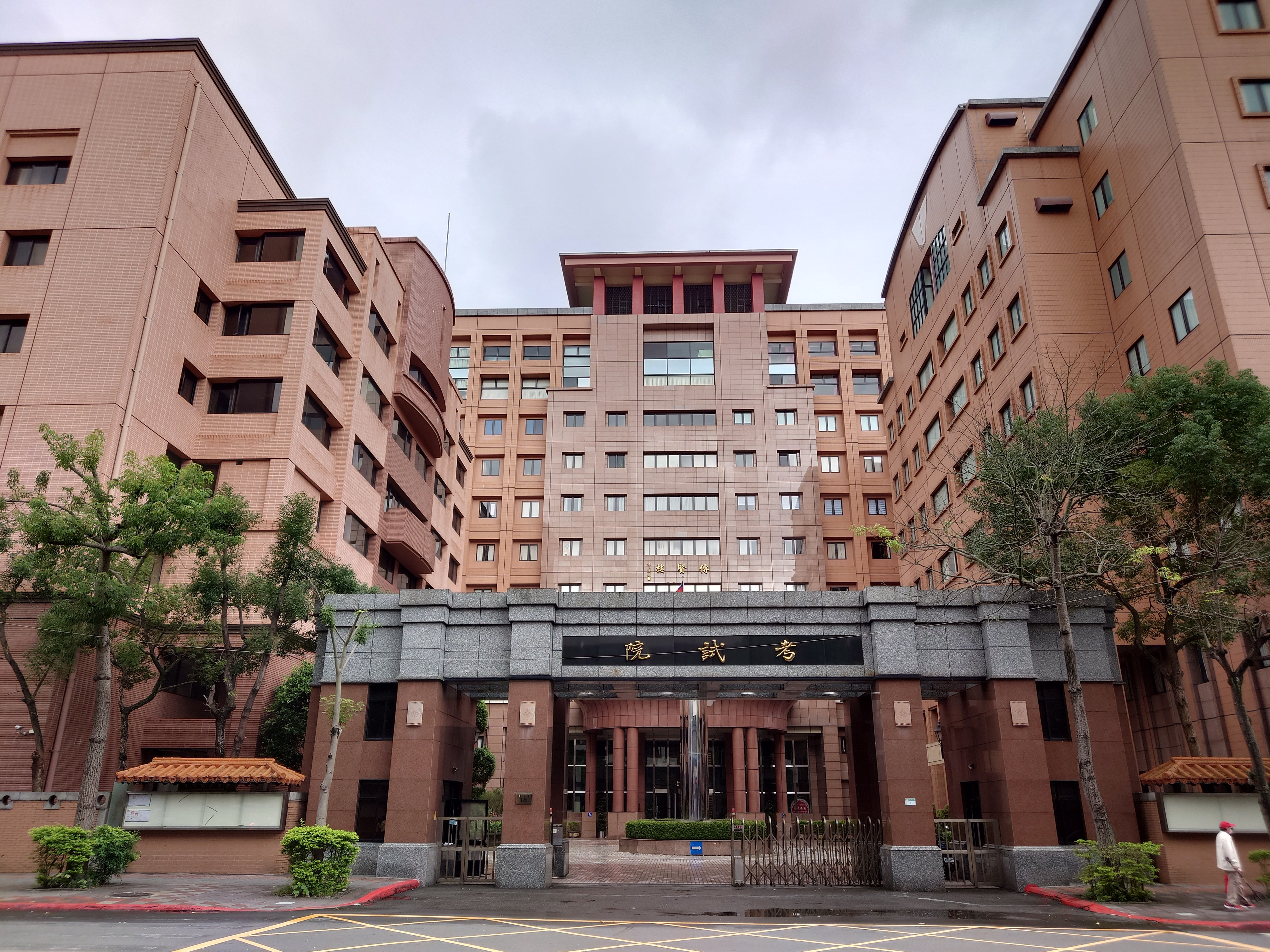
考試院

考試院は国家の最高考試機関であり、公務員の人事管理を統括する。最高職は考試院長である。考試院長、考試院副院長に加えて若干名の考試委員が存在し、いずれも立法院の同意を経て総統によって直接任命される。任期は4年。考試委員は党派を超越し、法律に従って独立して権限を行使する。考試院は公務員の考試、任用、選考昇任、考課、俸給、昇格転任、保障、褒奨、慰謝、退職、養老および各種国家試験の管理を司る。 これらの権限を行使する下部機関として考選部、銓敘部、公務人員保障曁培訓委員会、公務人員退休撫卹基金監理委員会が設置されている。

#### 監察院

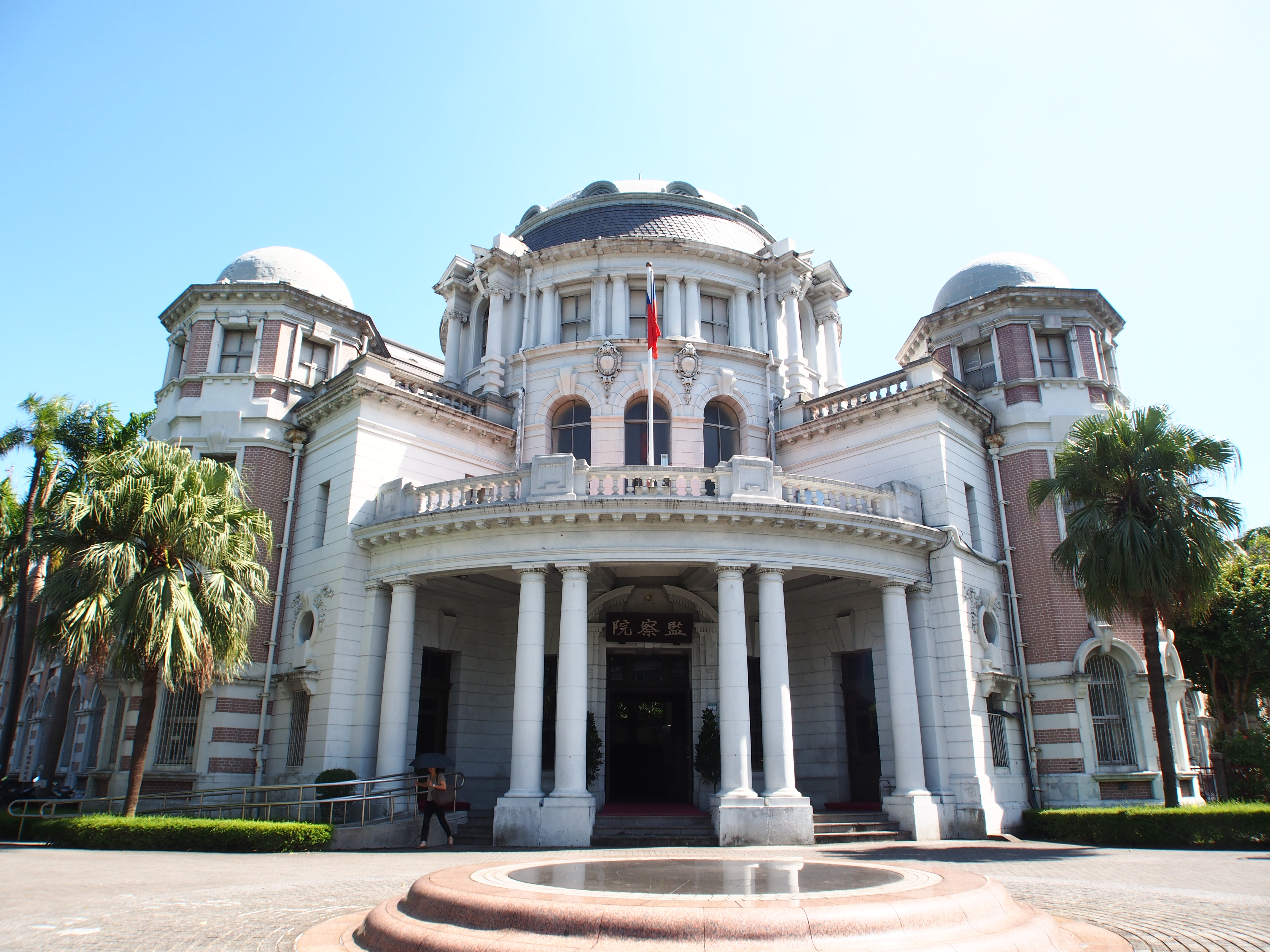
監察院

監察院は国家の最高監察機関であり、弾劾権、糾弾権、会計監査権を行使する。最高職である監察院長、監察院長を補佐する監察院副院長を含めた29人の監察委員が存在し、いずれも立法院の同意を経て総統によって直接任命される。任期は6年。監察委員は党派を超越し、法律に従って独立して権限を行使する。審計権を行使する下部機関として審計部が設置されており、総統が指名し、立法院の同意を経て任命される審計長が置かれる。審計長は行政院が決算を提出した後3ヶ月以内に法律に基づいて監察を完了し、立法院に報告書を提出する。

#### 現在の中央政府の主要構成員
| 総統                                                                                              | 総統                                                                                              | 総統                                                                                              | 総統                                                                                              | 総統                                                                  | 副総統                                                                | 副総統                                                                                            | 副総統                                                                                            | 副総統                                                                                     | 副総統                                                                                     |
| ------------------------------------------------------------------------------------------------- | ------------------------------------------------------------------------------------------------- | ------------------------------------------------------------------------------------------------- | ------------------------------------------------------------------------------------------------- | --------------------------------------------------------------------- | --------------------------------------------------------------------- | ------------------------------------------------------------------------------------------------- | ------------------------------------------------------------------------------------------------- | ------------------------------------------------------------------------------------------ | ------------------------------------------------------------------------------------------ |
| 頼清徳（ 民主進歩党）                                                                             | 頼清徳（ 民主進歩党）                                                                             | 頼清徳（ 民主進歩党）                                                                             | 頼清徳（ 民主進歩党）                                                                             | 頼清徳（ 民主進歩党）                                                 | 蕭美琴（ 民主進歩党）                                                 | 蕭美琴（ 民主進歩党）                                                                             | 蕭美琴（ 民主進歩党）                                                                             | 蕭美琴（ 民主進歩党）                                                                      | 蕭美琴（ 民主進歩党）                                                                      |
| 総統府                                                                                            | 総統府                                                                                            | 総統府                                                                                            | 総統府                                                                                            | 総統府                                                                | 国家安全会議                                                          | 国家安全会議                                                                                      | 国家安全会議                                                                                      | 国家安全会議                                                                               | 国家安全会議                                                                               |
| 秘書長：潘孟安（ 民主進歩党）                                                                     | 秘書長：潘孟安（ 民主進歩党）                                                                     | 秘書長：潘孟安（ 民主進歩党）                                                                     | 秘書長：潘孟安（ 民主進歩党）                                                                     | 秘書長：潘孟安（ 民主進歩党）                                         | 秘書長：呉釗燮（ 民主進歩党）                                         | 秘書長：呉釗燮（ 民主進歩党）                                                                     | 秘書長：呉釗燮（ 民主進歩党）                                                                     | 秘書長：呉釗燮（ 民主進歩党）                                                              | 秘書長：呉釗燮（ 民主進歩党）                                                              |
| 行政院                                                                                            | 行政院                                                                                            | 立法院                                                                                            | 立法院                                                                                            | 司法院                                                                | 司法院                                                                | 考試院                                                                                            | 考試院                                                                                            | 監察院                                                                                     | 監察院                                                                                     |
| - 院長：卓栄泰 · （ 民主進歩党） - 副院長：鄭麗君 · （ 民主進歩党） - 秘書長：龔明鑫 · （無所属） | - 院長：卓栄泰 · （ 民主進歩党） - 副院長：鄭麗君 · （ 民主進歩党） - 秘書長：龔明鑫 · （無所属） | - 院長：韓国瑜 · （ 中国国民党） - 副院長：江啓臣 · （ 中国国民党） - 秘書長：周万来 · （無所属） | - 院長：韓国瑜 · （ 中国国民党） - 副院長：江啓臣 · （ 中国国民党） - 秘書長：周万来 · （無所属） | - 院長：謝銘洋 （代理、無所属） - 副院長：（空席） - 秘書長：（空席） | - 院長：謝銘洋 （代理、無所属） - 副院長：（空席） - 秘書長：（空席） | - 院長：周弘憲 · （ 民主進歩党） - 副院長：許舒翔 · （無所属） - 秘書長：劉建忻 · （ 民主進歩党） | - 院長：周弘憲 · （ 民主進歩党） - 副院長：許舒翔 · （無所属） - 秘書長：劉建忻 · （ 民主進歩党） | - 院長：陳菊 · （無所属） - 副院長：李鴻鈞 · （無所属） - 秘書長：李俊俋 · （ 民主進歩党） | - 院長：陳菊 · （無所属） - 副院長：李鴻鈞 · （無所属） - 秘書長：李俊俋 · （ 民主進歩党） |

### 地方政府
中華民国の地方政府機構は「地方自治団体」と呼ばれ、組織の階層構造は行政区画に対応しており、省・直轄市、県・市、郷・鎮・県轄市・区の3段階に分けられている。各直轄市、県、市、郷、鎮、県轄市、直轄市山地原住民区には政府が設置され、それぞれ行政機関と立法機関を有する。地方政府には司法機関は存在せず、中央政府の機関である司法院の下部機関である高等法院と地方法院が各地に設置されている。
| 地方政府機構の階層構造 | 地方政府機構の階層構造  | 地方政府機構の階層構造 | 地方政府機構の階層構造      | 地方政府機構の階層構造                    |
| 級別                   | 名称                    | 行政機関               | 立法機関                    | 司法機関                                  |
| ---------------------- | ----------------------- | ---------------------- | --------------------------- | ----------------------------------------- |
| 1                      | 省                      | 省政府                 | 省議会 （虚省化後は諮議会） | 省・直轄市級：高等法院 県・市級：地方法院 |
| 1                      | 直轄市 （旧称・院轄市） | 市政府                 | 市議会                      | 省・直轄市級：高等法院 県・市級：地方法院 |
| 2                      | 県                      | 県政府                 | 県議会                      | 省・直轄市級：高等法院 県・市級：地方法院 |
| 2                      | 市 （旧称・省轄市）     | 市政府                 | 市議会                      | 省・直轄市級：高等法院 県・市級：地方法院 |
| 3                      | 郷 （山地郷）           | 郷公所                 | 郷民代表会                  | 省・直轄市級：高等法院 県・市級：地方法院 |
| 3                      | 鎮                      | 鎮公所                 | 鎮民代表会                  | 省・直轄市級：高等法院 県・市級：地方法院 |
| 3                      | 県轄市                  | 市公所                 | 市民代表会                  | 省・直轄市級：高等法院 県・市級：地方法院 |
| 3                      | 直轄市山地原住民区      | 区公所                 | 区民代表会                  | 省・直轄市級：高等法院 県・市級：地方法院 |

#### 沿革
1912年（民国元年）に中華民国が成立すると、北洋政府は地方制度を省、道、県の3段階とした。国民政府は道を廃止し、省と県の間に行政督察区を設置した。
1947年（民国36年）に「中華民国憲法」が施行されると、地方政府は省、県の2段階に分けられ、中央政府が制定する予定の「省県自治通則」に基づいて各地方政府は自治を実施する予定だった。しかし当時は第二次国共内戦の最中であったため、「省県自治通則」は制定されず、従来の地方自治法律が引き続き適用された。中央政府の台湾移転後の1950年（民国39年）4月5日、行政院は、台湾省の地方自治を規定する台湾省政府の行政命令「台湾省各県市実施地方自治綱要」を許可し、同年4月24日に施行された。1967年（民国56年）に台北市、1979年（民国68年）に高雄市が行政院の直轄地域である院轄市（現：直轄市）に昇格して台湾省から離脱すると、行政院は前例に従って「台北市各級組織及実施地方自治綱要」と「高雄市各級組織及実施地方自治綱要」をそれぞれの院轄市の地方自治の規定として施行した。当時、省と直轄市の首長は全て中央政府によって任命されており、中央政府が省政府や市政府の権限を侵害することは珍しくなかった。
地方制度における法治を実現するため、立法院は1994年（民国83年）に「省県自治法」と「直轄市自治法」を制定し、同時に従来の行政命令に基づいて制定された地方自治法律を廃止した。これによって地方自治の法制体系が正式に確立され、同年末には台湾省長、台北市長、高雄市長が初めて直接選挙によって選出された。
1998年（民国87年）、憲法増修条文の改正に伴って省は地方自治団体としての地位を失い、省政府は事実上中央政府の出先機関となった（虚省化）。1999年（民国88年）、立法院は地方制度全体の基本法を規定するため、「省県自治法」と「直轄市自治法」に代わる「地方制度法」を制定した。
2018年（民国107年）、中央政府は省の「去任務化」を実施し、省の機関の業務や職員を行政院へ移管した。同時に行政院は翌年度以降の台湾省政府と台湾省諮議会の予算をゼロとすることを発表し、事実上廃止した。2019年（民国108年）1月1日、福建省政府も予算がゼロとされて事実上廃止され、職員と業務は行政院金馬聯合服務中心へ移管された。

#### 現況

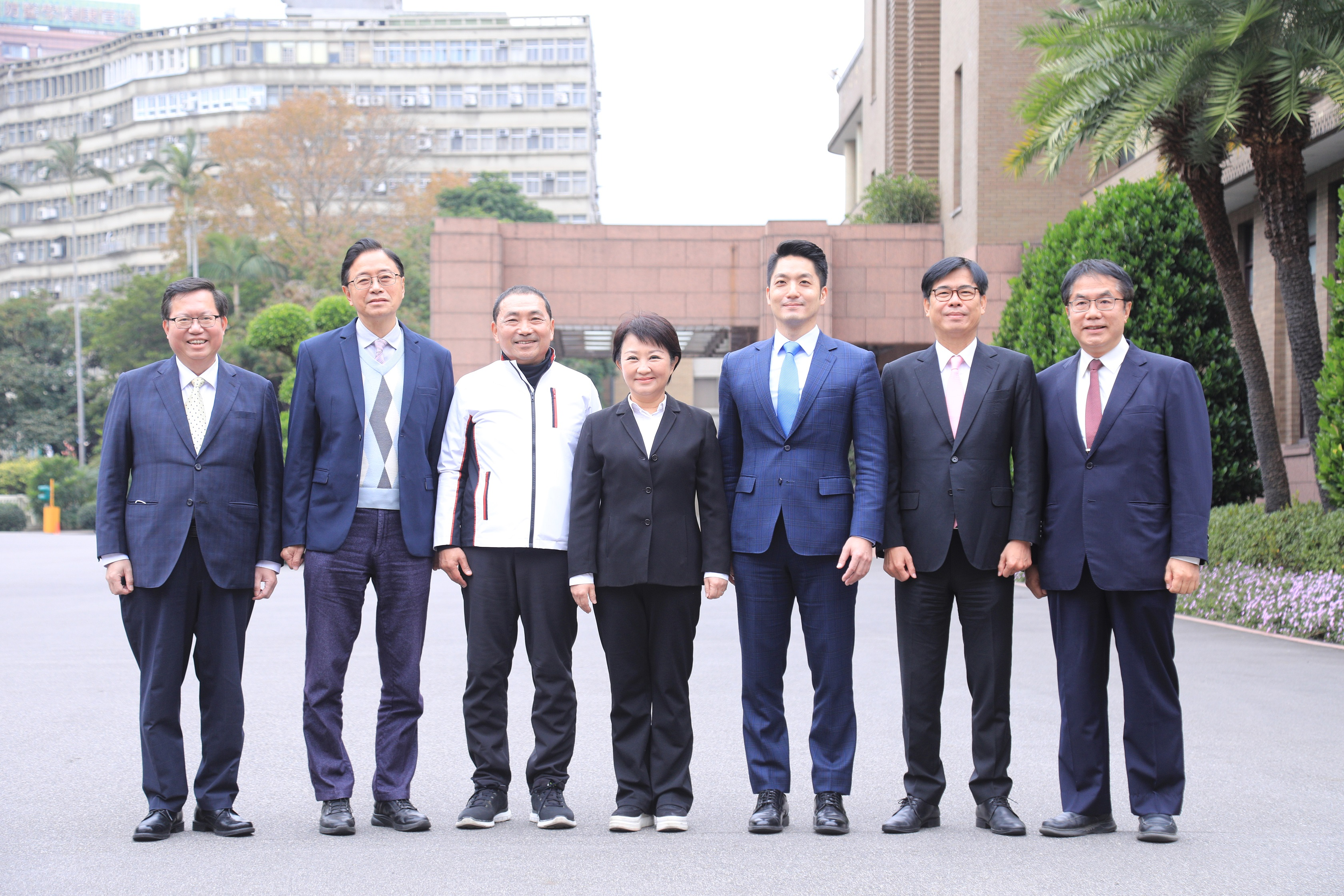
行政院会議を終えた6直轄市の市長と鄭文燦行政院副院長（当時）の集合写真（2023年2月2日）

2020年（民国109年）現在、中華民国自由地区（台湾地区）には合計198の地方自治団体が存在する。
| 中華民国中央政府           |                            |                            |                            |                            |                            |          |          |          |                                 |                                 |                                 |                                 |                                 |                                 |                                 |                                 |                                 |                                 |                                 |          |          |
| 台 北 市                   | 新 北 市                   | 桃 園 市                   | 台 中 市                   | 台 南 市                   | 高 雄 市                   | 台湾省   | 台湾省   | 台湾省   | 台湾省                          | 台湾省                          | 台湾省                          | 台湾省                          | 台湾省                          | 台湾省                          | 台湾省                          | 台湾省                          | 台湾省                          | 台湾省                          | 台湾省                          | 福建省   | 福建省   |
| 台 北 市                   | 新 北 市                   | 桃 園 市                   | 台 中 市                   | 台 南 市                   | 高 雄 市                   | 基 隆 市 | 新 竹 市 | 嘉 義 市 | 新 竹 県                        | 苗 栗 県                        | 彰 化 県                        | 南 投 県                        | 雲 林 県                        | 嘉 義 県                        | 屏 東 県                        | 宜 蘭 県                        | 花 蓮 県                        | 台 東 県                        | 澎 湖 県                        | 金 門 県 | 連 江 県 |
| 152区、6直轄市山地原住民区 | 152区、6直轄市山地原住民区 | 152区、6直轄市山地原住民区 | 152区、6直轄市山地原住民区 | 152区、6直轄市山地原住民区 | 152区、6直轄市山地原住民区 | 12区     | 12区     | 12区     | 14県轄市、35鎮、115郷、24山地郷 | 14県轄市、35鎮、115郷、24山地郷 | 14県轄市、35鎮、115郷、24山地郷 | 14県轄市、35鎮、115郷、24山地郷 | 14県轄市、35鎮、115郷、24山地郷 | 14県轄市、35鎮、115郷、24山地郷 | 14県轄市、35鎮、115郷、24山地郷 | 14県轄市、35鎮、115郷、24山地郷 | 14県轄市、35鎮、115郷、24山地郷 | 14県轄市、35鎮、115郷、24山地郷 | 14県轄市、35鎮、115郷、24山地郷 | 3鎮、7郷 | 3鎮、7郷 |
| 注：太字は地方自治団体。   |                            |                            |                            |                            |                            |          |          |          |                                 |                                 |                                 |                                 |                                 |                                 |                                 |                                 |                                 |                                 |                                 |          |          |